# Таскаевский сельсовет
Таскаевский сельсовет — сельское поселение в Барабинском районе Новосибирской области Российской Федерации.
Административный центр — село Таскаево.

## История
Статус и границы сельского поселения установлены Законом Новосибирской области от 2 июня 2004 года № 200-ОЗ «О статусе и границах муниципальных образований Новосибирской области»

## Население
| 2002  | 2010  | 2012  | 2013  | 2014  | 2015  | 2016  |
| ----- | ----- | ----- | ----- | ----- | ----- | ----- |
| 2354  | ↘1845 | ↘1789 | ↘1729 | ↘1651 | ↘1624 | ↘1604 |
| 2017  | 2018  | 2019  | 2020  | 2021  |       |       |
| ↘1588 | ↘1571 | ↘1559 | ↘1507 | ↘1481 |       |       |

## Состав сельского поселения
| № | Населённый пункт | Тип населённого пункта       | Население |
| - | ---------------- | ---------------------------- | --------- |
| 1 | Абакумово        | посёлок                      | ↘103      |
| 2 | Бакмасиха        | деревня                      | ↘425      |
| 3 | Кармышак         | деревня                      | ↘185      |
| 4 | Красный Яр       | посёлок                      | ↘81       |
| 5 | Старый Карапуз   | деревня                      | ↘176      |
| 6 | Таскаево         | село, административный центр | ↘875      |